# Aurukun
Aurukun is een plaats in de Australische deelstaat Queensland en telt 1043 inwoners (2006).